# نهائي كأس الكؤوس الأوروبية 1996
نهائي كأس الكؤوس الأوروبية 1996 هي المباراة النهائية من منافسة كأس الكؤوس الأوروبية 1995–96، أقيمت المباراة في 8 مايو 1996، في ملعب الملك بودوان، بين فريقي باريس سان جيرمان، ورابيد فيينا، وفاز فيها باريس سان جيرمان، بعد أن هزم رابيد فيينا، بنتيجة 1 - 0، وكان حكم المباراة بييرلويجي بايريتو، وحضر المباراة 37500 شخصاً.

## تفاصيل المباراة
لعبت المباراة النهائية في 8 مايو 1996.
| باريس سان جيرمان | 1 -0 | رابيد فيينا |
| ---------------- | ---- | ----------- |
|                  |      |             |